# Nanobactérie

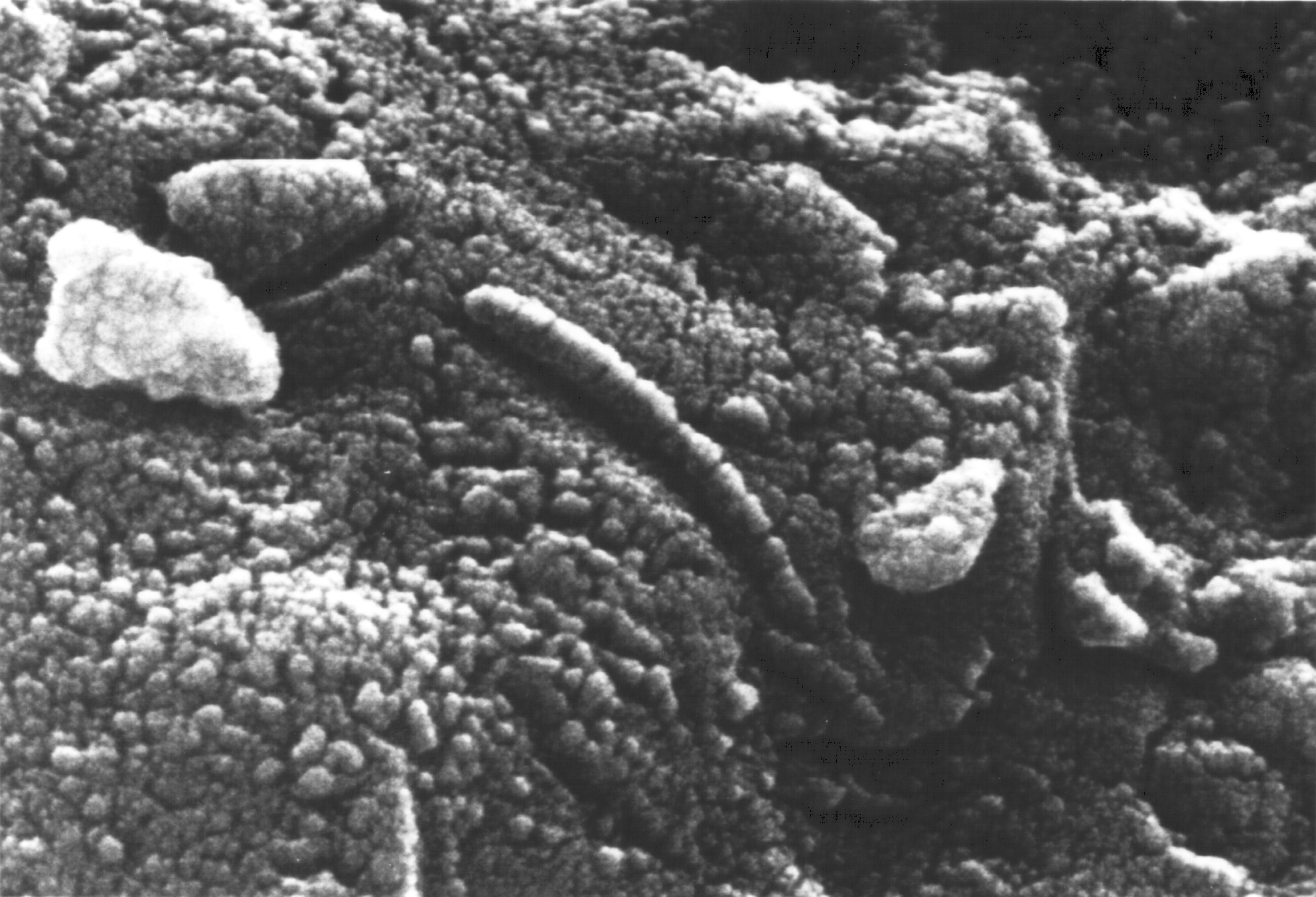
Structures trouvées dans la météorite ALH84001

Une nanobactérie (aussi appelée nanon) est une particule censée être impliquée dans de nombreuses maladies comme la formation des calculs rénaux. La nature exacte de ces minuscules particules est très controversée.
Une nanobactérie est dix fois plus petite qu'une bactérie et elle est entourée d’une coquille de calcium.

## Nature de la nanobactérie
Pour ses découvreurs, il s’agit d’une forme de vie primitive. Pour d’autres, ces particules sont inertes. Après plusieurs années de débats, des chercheurs du CNRS et de l’Inserm apportent la preuve définitive que les nanobactéries ne sont pas des micro-organismes, mais des complexes de minéraux et de protéines.
C’est en 1998 que l’équipe finlandaise d’Olavi Kajander isole, chez l’homme, de petites sphères de quelques dizaines de nanomètres (1 milliardième de mètre) de diamètre. Ces particules, qui ressemblent à s’y méprendre à des bactéries, sont alors baptisées nanobactéries. Mais ces nanoparticules sont-elles réellement d’origine biologique ? Pas si sûr.
L’unité du professeur Didier Raoult s’intéresse rapidement à la question : « le laboratoire s’est beaucoup impliqué dans l’isolement de nouveaux pathogènes, comme le mimivirus. C’était donc un défi d’essayer de cultiver ces nanobactéries et de connaître leur nature », explique Patricia Renesto, chargée de recherche à l’unité des rickettsies et des pathogènes émergents. Après de premiers essais de culture infructueux, les chercheurs reprennent leur étude à partir de souches de nanobactéries fournies par Olavi Kajander.
Les premiers résultats sont sans appel : « on a montré, grâce à des techniques très performantes d’amplification et de traitement chimique, qu’il n’y a absolument aucun acide nucléique (ni ARN, ni ADN) dans les nanobactéries. Ce ne sont donc pas des êtres vivants. Le débat est définitivement clos », affirme Patricia Renesto. Mais s’il ne s’agit pas de bactéries, que se cache-t-il à l’intérieur de ces énigmatiques petites sphères ? « La sensibilité de ces structures aux ultraviolets ou à la trypsine suggérait qu’il s’agissait d’un composant protéique. La spectrométrie de masse et le séquençage nous a permis d’identifier une protéine sérique : la fétuine », poursuit Patricia Renesto. Ces coques minérales renferment donc des protéines humaines modifiées. En effet, à l’image des prions, la fétuine existerait sous deux formes : une forme normale inoffensive et une forme anormale capable de catalyser la formation des cristaux de calcium. « L’hypothèse d’un prion doit encore être vérifiée. Nous nous sommes juste autorisés à rebaptiser ces structures nanons car il ne s’agit définitivement pas de bactéries », souligne Patricia Renesto.
Afin d'élargir le débat sur l'existence ou non des nanobactéries, on pourra se reporter à la manière dont les constructionnistes sociaux ont pu les utiliser pour étayer leurs thèses. En effet, les nanobactéries ont pu être présentées comme des objets objectivement empiriques liés à la résolution du problème assez ancien de la formation de la roche dolomite à partir de la fin des années 1980. Les débats scientifiques qui s'ensuivirent et la question du rôle des construits sociaux dans les sciences dures ont ainsi fait l'objet du dernier chapitre de l'ouvrage de Ian Hacking, Entre science et réalité. La construction sociale de quoi ?.